# Проспект Доватора
Проспект Доватора — проспект во Владикавказе, Северная Осетия, Россия. Находится в Северо-Западном муниципальном округе между улицей Цомака Гадиева и Московским шоссе. Начинается от улицы Цомака Гадиева.

## Расположение
Проспект Доватора пересекается с Уличным проездом, улицами Дзержинского, Первомайской, Гагарина, Барбашова, улицами Генерала Мамсурова и Калинина.
На проспекте Доватора заканчиваются улицы Таутиева, Островского, Зелёная, переулок Карджинский, улицы Кольбуса, Бритаева, Малиева и Зои Космодемьянской.

## История
Проспект названии именем генерал-майора Героя Советского Союза Льва Доватора.
Проспект образовался в 15 января 2001 года после реконструкции улицы Доватора и соединением в единый проспект улицы Доватора (в настоящее время — северная часть проспекта от улицы Барбашова до перекрёстка с Московским шоссе) и проспекта Победы (в настоящее время — южная часть проспекта от улицы Цомака Гадиева до улицы Барбашова).
Западно-Выгонная улица
Улица сформировалась в середине XX века. 3 июня 1952 года Западно-Выгонная улица была переименована в улицу Доватора.
Улица 40 лет Победы
Улица образовалась 6 мая 1985 года переименованием части улицы Доватора от улицы Барбашова до улицы Гадиева. 31 мая 1995 года улица 40 лет Победы была переименована в проспект Победы.

## Значимые объекты
- Владикавказский морг № 2,
- Владикавказская сеть круглосуточных супермаркетов «Забава»,
- Владикавказская сеть супермаркетов «Стейтон»,
- Фабрика по изготовлению осетинских национальных музыкальных инструментов «Фандыр»,
- Станция скорой помощи ,
- Государственная психологическая поликлиника,
- Магазин спортивной одежды NIKE,
- Отдел ГИБДД,
- Отделение «Сбербанка»